# Gyeongbokgung (métro de Séoul)
Gyeongbokgung (en coréen : 경복궁역) est une station de la ligne 3 du métro de Séoul. Elle est située dans l'arrondissement de Jongno-gu à Séoul en Corée du Sud. Elle dessert le Gyeongbokgung (un palais) et des principaux ministères du gouvernement.

## Situation sur le réseau

Plan du réseau (2023)

## Services aux voyageurs

### Desserte

Installations
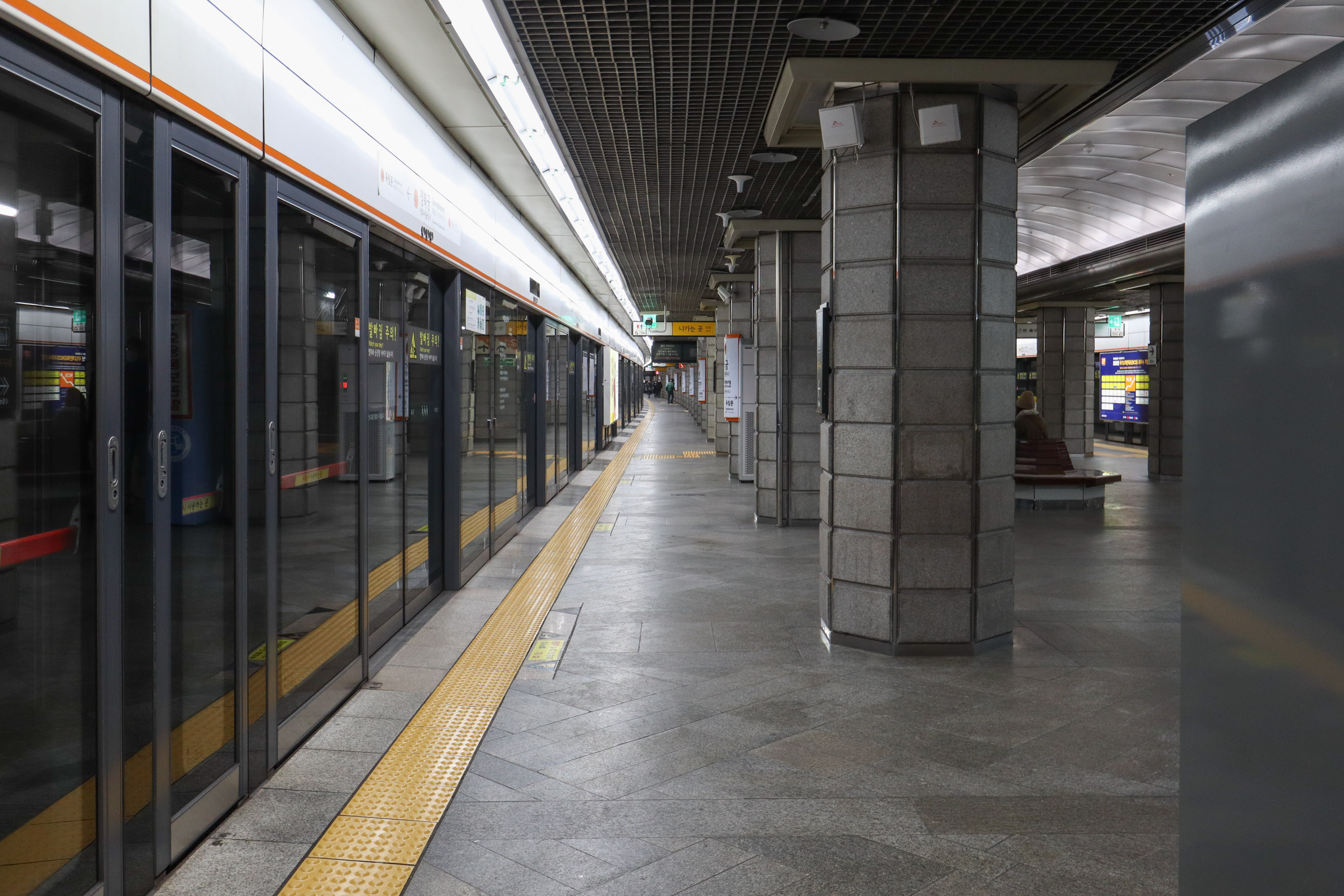
En 2023.
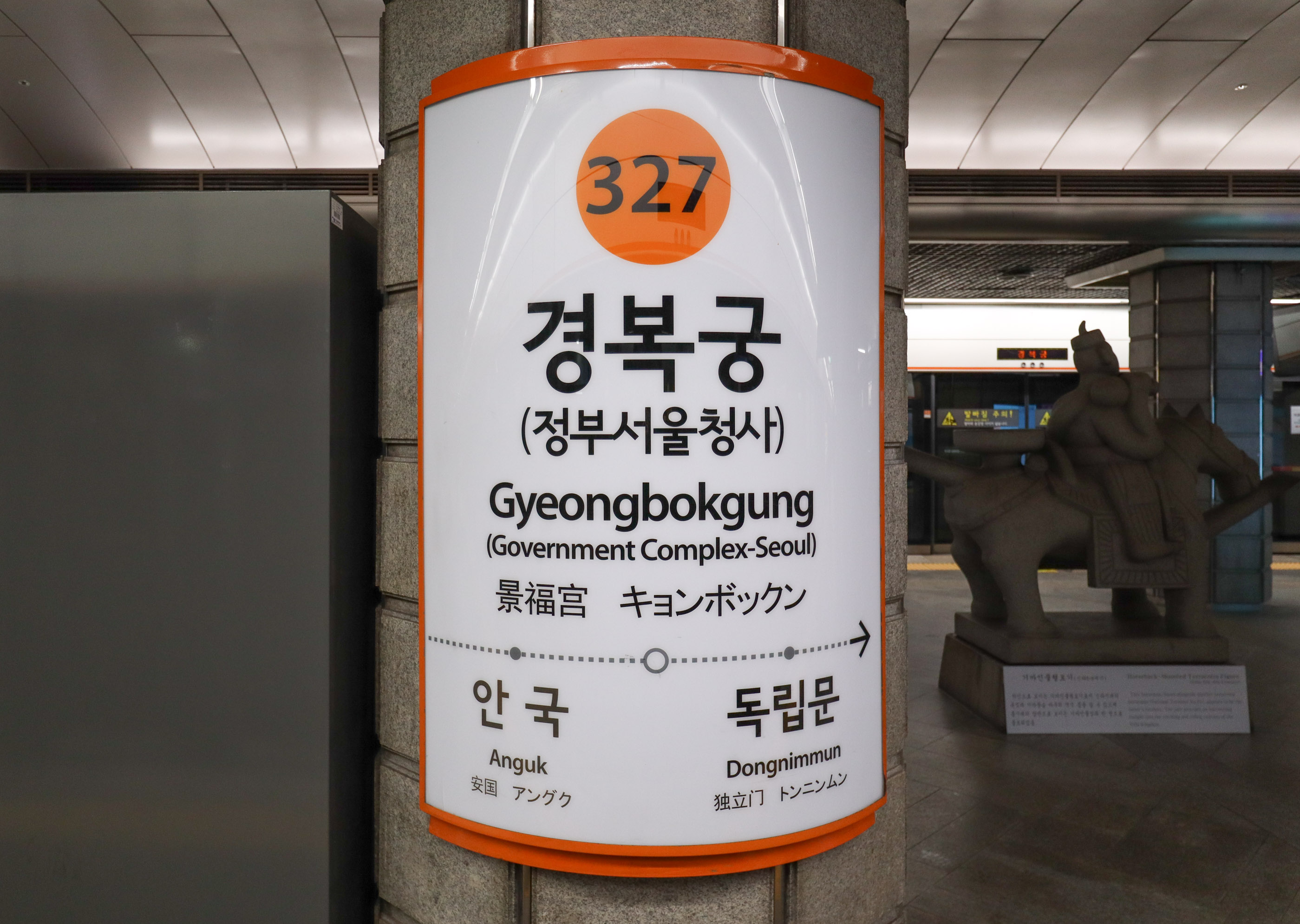
En 2023.
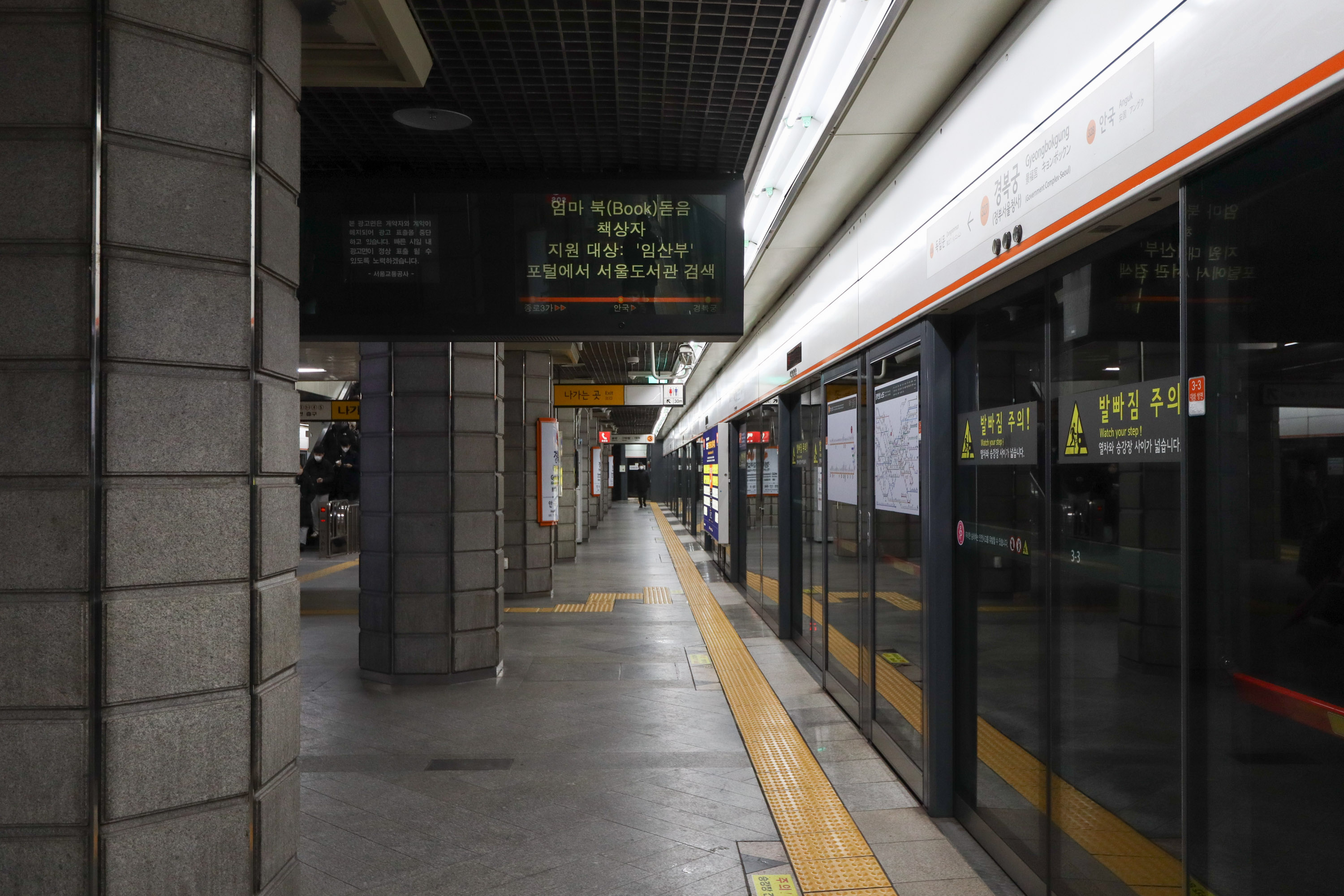
En 2023.